# Бунъэй
Бунъэй (яп. 文永 бунъэй, Просвещённое  процветание) — девиз правления (нэнго) японских императоров Камэяма и Го-Уда, использовавшийся с 1264 по 1275 год .
Причиной объявления девиза правления Бунъэй было начало нового 60-летнего цикла китайского календаря.

## Продолжительность
Начало и конец эры:
- 28-й день 2-й луны 4-го года Котё (по юлианскому календарю — 27 марта 1264);
- 25-й день 4-й луны 12-го года Бунъэй (по юлианскому календарю — 22 мая 1275).

## Происхождение
Название нэнго было заимствовано из 92-го цзюаня классического древнекитайского сочинения Хоу Ханьшу:「漢四百有六載、揆乱反正、統武興文、永惟祖宗之洪業、思光啓乎万嗣」.

## События

### Внутренняя жизнь
- 1265 год (2-й год Бунъэй) — составлен сборник японских стихов вака «Сёку Кокин Вакасю» (яп. 続古今和歌集);
- 1266 год (3-й год Бунъэй) — сёгун Мунэтака снял с себя полномочия по состоянию здоровья; вместо него во главе Камакурского сёгуната стал его сын Корэясу[6];
- 1268 год (5-й год Бунъэй) — монах Нитирэн возвращается в Камакуру и пишет одиннадцать писем правительственным чиновникам и высокопоставленным священникам[7];
- 1270 год (7-й год Бунъэй) — скончался сиккэн Ходзё Нагатоки, его место занял Ходзё Токимунэ; его старший двоюродный брат Токисукэ постоянно выражал недовольство и считал для себя позором то, что его положение ниже положения его младшего брата, сиккэна[6];
- июнь — июль 1271 года (8-й год Бунъэй) — буддийский монах Рёкан безуспешно молится, чтобы пошел дождь[7];
- 1271 год (8-й год Бунъэй) — монаха Нитирэна ссылают в Тацунокути: правительство втайне пытается казнить его, но это не удается; затем Нитирэна снова сослали на остров Садо[7];
- 1272 год (9-й год Бунъэй) — Ходзё Токисукэ сделал неудачную попытку переворота и был убит своими братьями — Токимунэ и Ёсимунэ[6][7];
- 1274 год (1-я луна 11-го года Бунъэй) — император Камэяма отрёкся от престола; трон перешёл к его двоюродному брату[8];
- 1274 год (3-я луна 11-го года Бунъэй) — на престол взошёл новый император Го-Уда[9]; бывший император Камеяма по-прежнему ведал делами в стране в качестве «императора-затворника»;
- 1274 год (10-я луна 11-го года Бунъэй) — Хирохито-синно был наречён наследным принцем и наследником своего двоюродного брата, императора Го-Уда (принадлежал к Южной ветви императорской семьи, Дайкакудзито). Это стало результатом политических игр отца Хирохито, императора Го-Фукакуса (который, в свою очередь, относился к Северной ветви, Дзимёинто)[9];

### Вторжение монголов
В годы Бунъэй произошло первое монгольское вторжение в Японию.
- 1268 год (5-й год Бунъэй) — монгольская делегация требует покорения Японии власти монголов[7];

По словам японского историка Рая Санъё:
К этому времени династия Со [Сун] была уничтожена варварами Гэн [Юань], и разные соседние страны, все признали себя в зависимости от Гэн; не вступило с ними в сношения, не послало послов с данью одно только наше государство, вследствие чего гэнский государь Купурэй [Хубилай] послал нам с одним корейцем письмо, в котором говорил, что если мы не подчинимся ему, то он пошлет на нас войска. Императорское правительство хотело было отвечать ему и прислало его письмо в Камакура для обсуждения, но Токимунэ крепко уперся на том, что не следует отвечать, так как выражения, употребленные в письме, грубы и невежливы. Гэнский государь опять послал послом Тё Рёхицу [Чжао Лянби], но Токимунэ отдал распоряжение генерал-губернаторству Кюсю [дадзайфу] прогнать его. Вообще, как только приходили послы от Гэн, их сейчас же прогоняли одного за другим и не желали принять.
- март и сентябрь 1269 года (6-й год Бунъэй) — монгольские делегации снова посещают Японию[7];
- 1272 год (9-й год Бунъэй) — очередное прибытие монгольских послов в Японию[7];
- 1274 год (11-й год Бунъэй) — монах Нитирэн предупреждает Ёрицуна Тайра (один из влиятельных членов правительства в Камакуре) о грядущем нападении монголов[7];

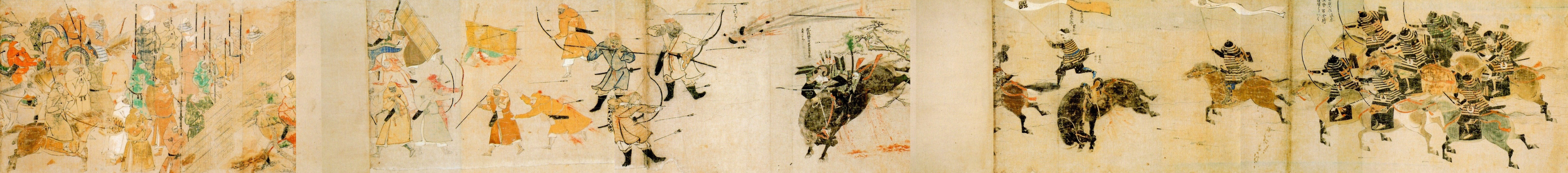
Монголы спасаются бегством после Битвы годов Бунъэй

- 19 ноября 1274 (20-й день 10-й луны 11-го года Бунъэй) — Битва годов Бунъэй (яп. 文永の役 бунъэй но эки) — высадка татаро-монгольских войск хана Хубилая в бухте Хаката (яп. 博多湾) возле современного города Фукуока на острове Кюсю. После высадки и нескольких вооруженных столкновений, захватчики отступили, чтобы провести ночь на корабле. Ночью случился шторм, потопивший несколько кораблей, что вынудило вражеский флот отступаить в Корею, несмотря на свой первоначальный успех[10]. После битвы длиной в день был сожжен дотла храм Хакодзаки (яп. 筥崎宮)[11]. По данным «Нихон одай итиран», захватчики потерпели поражение из-за нехватки стрел[9];

### Прибытие Марко Поло

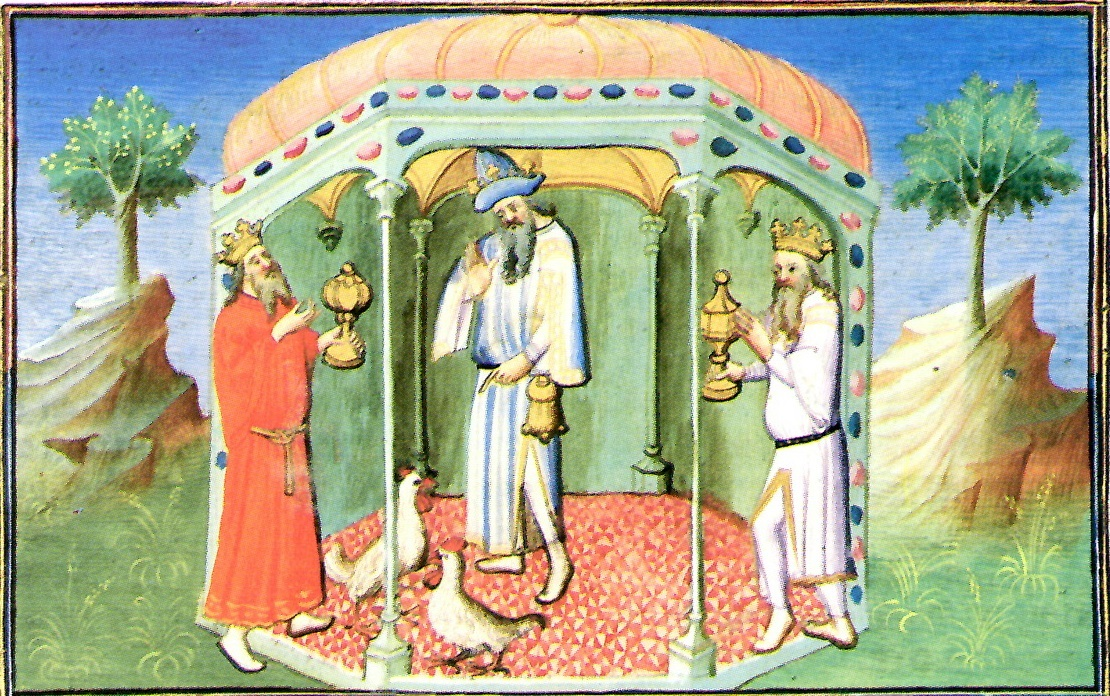
Япония в книге Марко Поло

- 1275 год (12-й год Бунъэй) — путешествуя на Восток, Марко Поло посещает Японию[7]; его впечатления попали в третью часть его Книги чудес света[12]:

Чипангу — остров на востоке в открытом море, лежащий в 1500 милях от континента; это очень большой остров.
Люди здесь белые, цивилизованные, живут в достатке. Идолопоклонники, ни от кого не зависят. И, я могу сказать вам, количество золота у них бесконечно, ибо добывают они его на своих же островах, [и император не позволяет его продавать за рубеж. Кроме того,] лишь небольшое число купцов посетило страну, ввиду отдалённости от материка, — вот в чём причина безмерного изобилия золота.

Я поведаю вам чудесные вещи о дворце владыки этого острова. Так знайте, хоромы его необъятны, крыша — целиком и полностью из чистого золота, подобно тому, как наши церкви покрыты свинцом, так что подсчитать стоимость этого не представляется возможным. Больше того, все покрытия дворца и полы его палат целиком из золота, в виде пластин, точно каменные плиты, в добрых два пальца толщиной; и оконные рамы также золотые, — так что в целом богатство этого дворца поражает воображение.

## Сравнительная таблица
Ниже представлена таблица соответствия японского традиционного и европейского летосчисления. В скобках к номеру года японской эры указано название соответствующего года из 60-летнего цикла китайской системы гань-чжи. Японские месяцы традиционно названы лунами.
| 1-й год Бунъэй (Деревянная Крыса)     | 1-я луна*       | 2-я луна               | 3-я луна* | 4-я луна* | 5-я луна               | 6-я луна*             | 7-я луна* | 8-я луна   | 9-я луна    | 10-я луна              | 11-я луна* | 12-я луна     |                |
| ------------------------------------- | --------------- | ---------------------- | --------- | --------- | ---------------------- | --------------------- | --------- | ---------- | ----------- | ---------------------- | ---------- | ------------- | -------------- |
| Юлианский календарь                   | 31 января 1264  | 29 февраля             | 30 марта  | 28 апреля | 27 мая                 | 26 июня               | 25 июля   | 23 августа | 22 сентября | 22 октября             | 21 ноября  | 20 декабря    |                |
| 2-й год Бунъэй (Деревянный Бык)       | 1-я луна        | 2-я луна*              | 3-я луна  | 4-я луна* | 4-я луна* (високосная) | 5-я луна*             | 6-я луна  | 7-я луна*  | 8-я луна    | 9-я луна               | 10-я луна* | 11-я луна     | 12-я луна      |
| Юлианский календарь                   | 19 января 1265  | 18 февраля             | 19 марта  | 18 апреля | 17 мая                 | 15 июня               | 14 июля   | 13 августа | 11 сентября | 11 октября             | 10 ноября  | 9 декабря     | 8 января 1266  |
| 3-й год Бунъэй (Огненный Тигр)        | 1-я луна        | 2-я луна*              | 3-я луна  | 4-я луна* | 5-я луна*              | 6-я луна*             | 7-я луна  | 8-я луна*  | 9-я луна    | 10-я луна*             | 11-я луна  | 12-я луна     |                |
| Юлианский календарь                   | 7 февраля 1266  | 9 марта                | 7 апреля  | 7 мая     | 5 июня                 | 4 июля                | 2 августа | 1 сентября | 30 сентября | 30 октября             | 28 ноября  | 28 декабря    |                |
| 4-й год Бунъэй (Огненный Кролик)      | 1-я луна        | 2-я луна*              | 3-я луна  | 4-я луна* | 5-я луна               | 6-я луна*             | 7-я луна* | 8-я луна   | 9-я луна*   | 10-я луна              | 11-я луна* | 12-я луна     |                |
| Юлианский календарь                   | 27 января 1267  | 26 февраля             | 27 марта  | 26 апреля | 25 мая                 | 24 июня               | 23 июля   | 21 августа | 20 сентября | 19 октября             | 18 ноября  | 17 декабря    |                |
| 5-й год Бунъэй (Земляной Дракон)      | 1-я луна        | 1-я луна* (високосная) | 2-я луна  | 3-я луна  | 4-я луна*              | 5-я луна              | 6-я луна* | 7-я луна   | 8-я луна*   | 9-я луна*              | 10-я луна  | 11-я луна*    | 12-я луна      |
| Юлианский календарь                   | 16 января 1268  | 15 февраля             | 15 марта  | 14 апреля | 14 мая                 | 12 июня               | 12 июля   | 10 августа | 9 сентября  | 8 октября              | 6 ноября   | 6 декабря     | 4 января 1269  |
| 6-й год Бунъэй (Земляная Змея)        | 1-я луна        | 2-я луна*              | 3-я луна  | 4-я луна* | 5-я луна               | 6-я луна              | 7-я луна* | 8-я луна   | 9-я луна*   | 10-я луна*             | 11-я луна  | 12-я луна*    |                |
| Юлианский календарь                   | 3 февраля 1269  | 5 марта                | 3 апреля  | 3 мая     | 1 июня                 | 1 июля                | 31 июля   | 29 августа | 28 сентября | 27 октября             | 25 ноября  | 25 декабря    |                |
| 7-й год Бунъэй (Металлическая Лошадь) | 1-я луна        | 2-я луна*              | 3-я луна  | 4-я луна  | 5-я луна*              | 6-я луна              | 7-я луна* | 8-я луна   | 9-я луна    | 9-я луна* (високосная) | 10-я луна* | 11-я луна     | 12-я луна*     |
| Юлианский календарь                   | 23 января 1270  | 22 февраля             | 23 марта  | 22 апреля | 22 мая                 | 20 июня               | 20 июля   | 18 августа | 17 сентября | 17 октября             | 15 ноября  | 14 декабря    | 13 января 1271 |
| 8-й год Бунъэй (Металлическая Коза)   | 1-я луна        | 2-я луна*              | 3-я луна  | 4-я луна* | 5-я луна               | 6-я луна*             | 7-я луна  | 8-я луна   | 9-я луна*   | 10-я луна              | 11-я луна  | 12-я луна*    |                |
| Юлианский календарь                   | 11 февраля 1271 | 13 марта               | 11 апреля | 11 мая    | 9 июня                 | 9 июля                | 7 августа | 6 сентября | 6 октября   | 4 ноября               | 4 декабря  | 3 января 1272 |                |
| 9-й год Бунъэй (Водяная Обезьяна)     | 1-я луна*       | 2-я луна               | 3-я луна* | 4-я луна  | 5-я луна*              | 6-я луна              | 7-я луна* | 8-я луна   | 9-я луна    | 10-я луна*             | 11-я луна  | 12-я луна     |                |
| Юлианский календарь                   | 1 февраля 1272  | 1 марта                | 31 марта  | 29 апреля | 29 мая                 | 27 июня               | 27 июля   | 25 августа | 24 сентября | 24 октября             | 22 ноября  | 22 декабря    |                |
| 10-й год Бунъэй (Водяной Петух)       | 1-я луна*       | 2-я луна               | 3-я луна* | 4-я луна* | 5-я луна*              | 5-я луна (високосная) | 6-я луна* | 7-я луна   | 8-я луна    | 9-я луна*              | 10-я луна  | 11-я луна     | 12-я луна      |
| Юлианский календарь                   | 21 января 1273  | 19 февраля             | 21 марта  | 19 апреля | 18 мая                 | 16 июня               | 16 июля   | 14 августа | 13 сентября | 13 октября             | 11 ноября  | 11 декабря    | 10 января 1274 |
| 11-й год Бунъэй (Деревянная Собака)   | 1-я луна*       | 2-я луна               | 3-я луна* | 4-я луна* | 5-я луна*              | 6-я луна              | 7-я луна* | 8-я луна   | 9-я луна*   | 10-я луна              | 11-я луна  | 12-я луна     |                |
| Юлианский календарь                   | 9 февраля 1274  | 10 марта               | 9 апреля  | 8 мая     | 6 июня                 | 5 июля                | 4 августа | 2 сентября | 2 октября   | 31 октября             | 30 ноября  | 30 декабря    |                |
| 12-й год Бунъэй (Деревянная Свинья)   | 1-я луна*       | 2-я луна               | 3-я луна  | 4-я луна* | 5-я луна*              | 6-я луна*             | 7-я луна  | 8-я луна*  | 9-я луна    | 10-я луна*             | 11-я луна  | 12-я луна     |                |
| Юлианский календарь                   | 29 января 1275  | 27 февраля             | 29 марта  | 28 апреля | 27 мая                 | 25 июня               | 24 июля   | 23 августа | 21 сентября | 21 октября             | 19 ноября  | 19 декабря    |                |

* звёздочкой отмечены короткие месяцы (луны) продолжительностью 29 дней. Остальные месяцы длятся 30 дней.